# Кёрк, Рэндал
Рэ́ндал Дж. Кёрк (англ. Randal J. Kirk; род. 1 марта 1954, Плезантон, Калифорния, США) — американский предприниматель. Один из богатейших людей Виргинии.

## Биография
Родился в семье военного. Рос на базе ВВС в Калифорнии.
Первая работа — продажа поздравительных открыток с лотка.
В 1976 году окончил Рэдфордский университет. Основывает местный телеканал, но собранные с инвесторов $250 тыс. теряет.
В 1984 году основывает фармацевтическую компанию General Injectables & Vaccines, которую позже продаёт за $70 млн[уточнить]. В 2007 году занимал 297-е место в списке Forbes 400 с состоянием, оценивавшимся в $1,6 млрд.
Основанную им фармацевтическую компанию New River Pharmaceutical Кёрк продал за $2,6 млрд, лично получив $1,2 млрд.
В XXI веке инвестирует в генетические исследования и генную терапию.

## Деятельность
После продажи New River Pharmaceuticals Кёрк основал биотехнологическую компанию Intrexon, проведя в 2013  IPO которой собра $1,5 млрд. инвестиций.
На 2015 год Кёрк владеет несколькими биотехнологическими компаниями: AquaBounty Technologies, которая выращивает генетически модифицированных лососевых рыб, Oxitec, которая делает комаров, не являющихся разносчиками болезней,, Okanagan Specialty Fruits, выпускающей яблоки, не темнеющие на воздухе